# Ansiea tuckeri
Ansiea tuckeri là một loài nhện trong họ Thomisidae.
Loài này thuộc chi Ansiea. Ansiea tuckeri được Roger de Lessert miêu tả năm 1919.